# Academie de Kunstbrug Gent

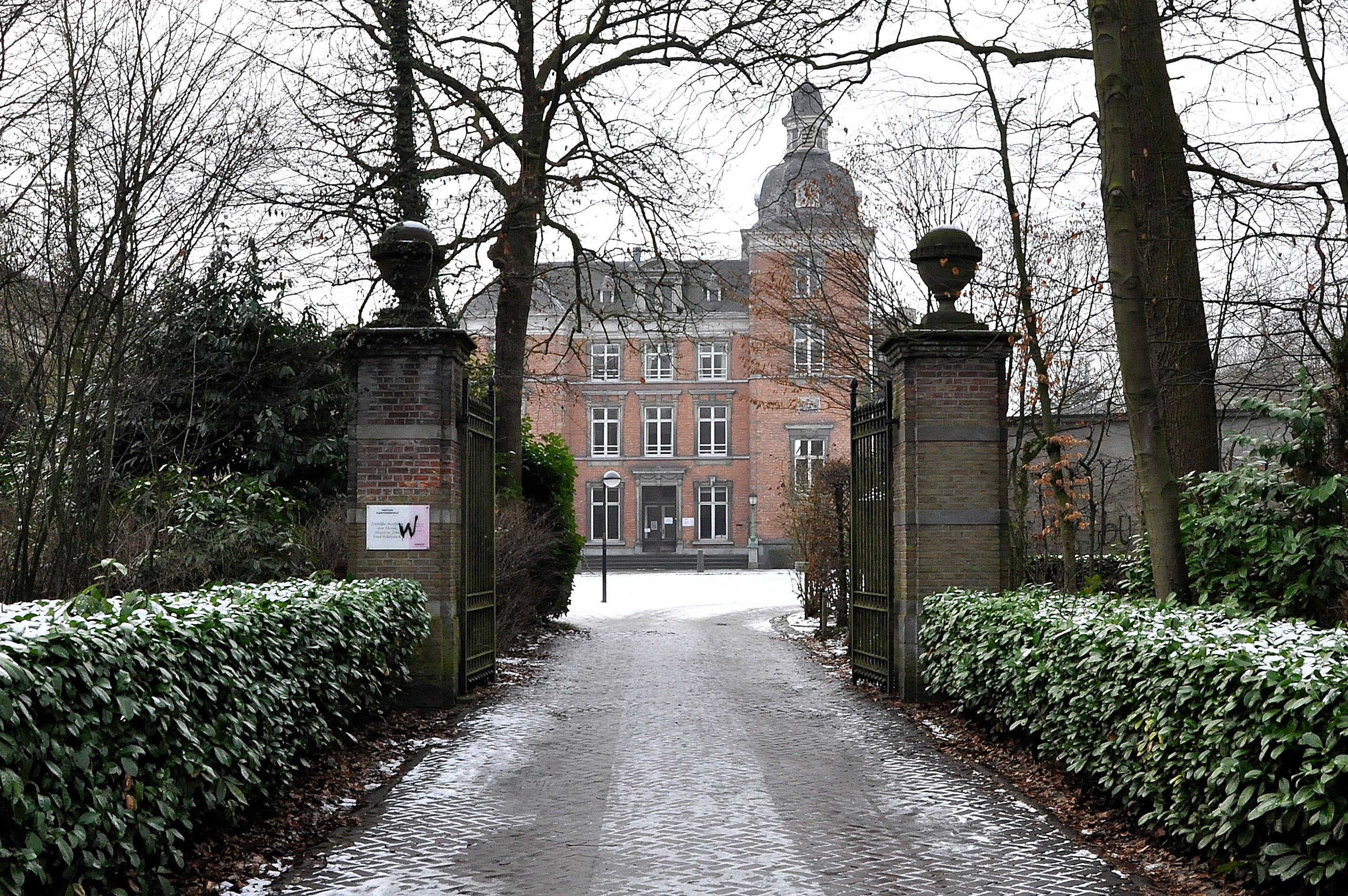
Het Braemkasteel

De Academie de Kunstbrug Gent, voorheen Muziekacademie Emiel Hullebroeck is een muziekacademie in het Braemkasteel te Gentbrugge (deelgemeente van Gent), voorheen genoemd naar de Vlaamse componist Emiel Hullebroeck met als directeur Michael De Weert. De academie telt zeven afdelingen op verschillende locaties in Gent. De hoofdschool is gevestigd in het vroegere gemeentehuis van Gentbrugge, omgebouwd tot een muziekacademie met 3 onderdelen: muziek, woord en dans.

## Studietraject Muziek
Het traject duurt 10 jaar voor jongeren en 9 jaar voor volwassenen. Het bestaat uit 3 graden: de lagere graad, middelbare graad en hogere graad. Deze officieel erkende structuur is toegankelijk vanaf de leeftijd van 8 jaar.
Lagere graad (4 jaar voor kinderen – 3 jaar voor volwassenen)
In de lagere graad volgt men twee vakken: Algemene Muzikale Vorming (AMV) 1uur + 1,5 uur per week en vanaf het tweede jaar 1 uur instrument per week. Volwassenen mogen met het instrument starten vanaf het eerste jaar AMV.
Middelbare graad (3 jaar)
In de middelbare graad volgt men drie vakken: 1 uur Algemene Muziekcultuur (AMC), 1 uur samenspel en 1 uur instrument. In plaats van samenspel is er ook de mogelijkheid om koor, orkest of begeleidingspraktijk te volgen. 
Hogere graad (3 jaar)
In de hogere graad volgt men twee vakken: 1 uur instrument en 1 uur instrumentaal ensemble (kamermuziek). In plaats van instrumentaal ensemble is er ook de mogelijkheid om koor, orkest of begeleidingspraktijk te volgen.

## Studietraject Woord
A.V.V. (Algemene Verbale Vorming) Een natuurlijke en aangename spreektechniek verkrijgen met oefeningen en aangepast tekstmateriaal.
Ook beweeglijkheid en lichaamsexpressie worden bij de spreektechniek betrokken worden.
Vanaf 8 jaar.
Ook voor volwassenen. (Verbale Vorming) 
Voordracht Teksten  (zowel proza als poëzie) individueel tot leven brengen door een  technisch beheerste en doorleefde vertolking. Zich inleven in de verbeeldings- en gevoelswereld van teksten. 
Vanaf 12 jaar.
Dramatische expressie Bewust worden van de wisselwerking tussen gesproken woord en bewegend lichaam en van de invloed die deze interactie heeft op zowel uitvoerder als luisteraar.
Vanaf 12 jaar 
Toneel Aan de hand van monologen, dialogen en toneelfragmenten uit alle genres van de literatuur diverse facetten van het acteren ontdekken en uitbouwen. 
Vanaf 14 jaar
Welsprekendheid Ontwikkeling van een helder en bondig uitdrukkingsvermogen in een spreekvorm aangepast aan de context en de omstandigheden. Differentiatie aan de hand van improvisatie, discussie, retorische teksten, toespraken enz...
Vanaf 15 jaar
Repertoirestudie Door het bijwonen en bespreken van theatervoorstellingen, literaire- avonden en tentoonstellingen en boekvoorstellingen inzicht krijgen in de traditie en de veelzijdigheid van literatuur en theater.
Vanaf 15 jaar